# 陳考威
陳考威（英語：Gareth Chan Hau Wai，1984年4月14日—），香港作曲家、編曲家、唱片製作人及MV導演。

## 簡歷
西島中學畢業後去加拿大讀書，強調中學已認識連詩雅：「Shiga同我同一間中學，李治廷都係，我哋全部都係同學兼朋友。
2010年進入香港樂壇，最初擔任作曲人。

## 創作作品列表

### 2010年
- 衛　蘭 - 積雪（曲）[1]

### 2011年
- 李治廷 - You're My Everything（曲、編、監）
- 李治廷 - 奇蹟等不到（曲、編、監）
- 吳雨霏 - Love More（曲）

### 2012年
- 鄭　融 - 我想唱歌（曲、編、監）
- 吳雨霏- 我願意（曲）
- 吳雨霏- 狠狠（子彈煙花remix）(編）
- 周柏豪 - 斬立決（曲）
- 連詩雅 - 好好過（曲）
- 連詩雅 - Yellow Fever（編、監）
- 連詩雅、Dear Jane - Love Out Loud（編、監）
- Dear Jane - Yellow Fever（編、監）
- Dear Jane - Let's Just Do It（監）
- Dear Jane - Get Up and Dance（Redux）（監）
- Dear Jane - 草戒指（監）
- Dear Jane - Goodbye（監）
- Dear Jane - 到此為止（監）
- 陳柏宇、洪卓立 - 支柱（編、監）

### 2013年
- Mr. - Dance Floor（編）
- 洪卓立 - 戀一生的意志（曲）
- 陳柏宇 - 讓子彈飛 （監）
- 陳柏宇 - 我沒有 （監）
- 陳柏宇 - 放空（監）
- 吳雨霏- 我正在（編、監）
- 吳雨霏- 第一季（曲、編、監）
- 吳雨霏- 明日再打算（曲、編、監）
- 吳雨霏- 偷偷（曲、監）
- 吳雨霏- 今夜煙花燦爛（曲、編、監）
- 吳雨霏- 蘇眉（編、監）
- 吳雨霏- 生我的命（曲、編、監）
- 吳雨霏- That Girl（曲、詞、編、監）

### 2014年
- 李治廷 - 以苦為樂（曲、編、監）
- 周柏豪 - 阿鈍（曲）
- 連詩雅、周柏豪 - 日落日出（Christmas Evening Remix）（編、監）
- Super Girls - 鎂光燈下（曲、編、監）

### 2015年
- A2A - 暗戀你的好處 （曲、監）
- Yan Ting - Gonna Be Alright（曲、編、監）
- Yan Ting - 半祝福（曲、監）
- Yan Ting - 自我催眠（曲、監）
- Super Girls - 蓓蕾（曲、監）
- Super Girls - 黑色西裝（曲、編、監）
- 連詩雅 - 大了一歲（曲）
- 周柏豪 - 犯同樣的錯（曲）
- 胡鴻鈞 - 如這麼愛他（監）

### 2016年
- A2A - You Ain't Coming Back（曲、詞、編、監）
- Dear John  - K.O.L.（曲、編、監）
- Yan Ting - Killa（Rap詞、監）
- Super Girls - 有事發生（曲、編、監）
- Super Girls - 分手的美（監）
- 衛　詩 - 感情需要（曲、編、監）

### 2017年
- ALBS - Dream On（監）
- Yan Ting - 小姐你好（曲、編、監）
- Super Girls - 從今以後（編、監）
- 衛　詩 - 刺青（曲、編、監）
- 衛　詩 - 缺氧（監）
- 薛凱琪 - 天生一對 (曲)

### 2018年
- 吳嘉熙 - 把持（監）
- 吳嘉熙 - 你的你（監）
- 許廷鏗 - 又笨拙又自大的人，即刻消失（曲、編、監）
- 劉雪婧 - 迷失星球（曲）
- AP潘宇謙 - 犬屋敷（曲、Rap詞、編、監）

### 2019年
- 林欣彤 - 玫瑰式體驗（曲、編、監）
- 許廷鏗 - 荒廢之綠洲（曲、監）
- 許廷鏗 - 四書五經六欲七竅（曲、編、監）
- 許廷鏗 - 招數（曲、監）
- 陳逸璇 - 短暫的新分（曲）
- 黃千庭 - 成長的美麗與哀愁（曲、監）
- 譚杏藍 Feat. AP潘宇謙 - 春麗回憶錄（曲、監）
- 吳嘉熙 Feat. Young Hysan - 無利可圖（曲、編、監）

### 2020年
- 衛　詩 - 分手第二天（曲）
- 洪嘉豪 - 曲線型戀情（編、監）
- 許廷鏗 - 無力感（曲、編、監）
- 許廷鏗 - 賤（曲、編、監）
- 許廷鏗 - 傷疤（曲、編、監）
- 李治廷 - Loser (編、監）
- 李治廷 - Won't you be mine (編、監）
- 李治廷 - One and only (監）

### 2021年
- 譚嘉儀 - Eyes On Me（曲、Rap詞、編、監）
- MC張天賦 - Loser（曲、Rap詞、編、監）
- AP潘宇謙 - 罪人勿語（曲、編、監）
- 許廷鏗、雲浩影 - 隨樂同遊（編、監）

### 2022年
- 衛　詩 - 自動修正（曲、監）
- 馮允謙 - Freakin' Nightmare（編、監）
- 蘇麗珊 - 不是男孩（曲、編、監）
- 安俊豪 - 癮（監）
- 安俊豪 - 還好沒有你在（監）
- 安俊豪 - 休眠狀態（曲、編、監）
- 炎明熹 - 如風（監）
- AP潘宇謙 - Amelia（編、監）

### 2023年
- 馮允謙 - 入場人士注意（曲、編、監）
- 馮允謙 - 收到收到（曲、監）
- 許廷鏗 - 良心發現（曲、監）
- 安俊豪 - ON FIRE（監）
- 安俊豪 - 說好了（監）
- 炎明熹 - Little Magic（監）
- 炎明熹 - 回甘（監）
- 炎明熹 - 早班火車（監）
- 炎明熹 - Gimme Gimme（監）
- 陳慧敏 - Why So Serious（曲、監）
- 陳慧敏 - 不只一萬八千個世界（曲、監）
- MC張天賦 - 世一（曲、監）[1]
- MC張天賦 - 只限成人入場（監）
- MC張天賦 - 抽（曲、監）
- MC張天賦 Feat. Kiri T - 世一（不可一世）（曲、監）
- Kiri T - 歧義種子（監）
- AP潘宇謙 - Face Off（編、監）
- AP潘宇謙 Feat. 陳卓賢 - 天黑時想跟你到白頭（監）
- Dear Jane - 懷舊金曲之夜（監）
- Dear Jane - 浮床（監）
- Dear Jane - 為何嚴重到這樣（監）
- Lewsz、張蔓姿 - EVERYTHING WILL BE ALRIGHT（編、監）
- Nancy Kwai - You took my breath away (lofi remix) (編)
- Nancy Kwai - Look into my eyes(lofi remix) (編)
- Nancy Kwai - Nevermind(lofi remix) (編)
- Nancy Kwai - Teaser (lofi remix) (編)
- 陳卓賢 - 夜視鏡（監）
- ERROR - 四五成群（曲、監）

### 2024年
- AP潘宇謙 - 別要講（曲、編、監）
- Byejack、陳泳伽 - 天空的遠岸（監）
- COLLAR - Back In The Game（監）
- Dear Jane - 明日明日（監）
- Dear Jane - 致命良藥（監）
- DIFINE - 二十英里法則（監）
- ERROR - 無敵聖衣（曲、監）
- Gin Lee - 新牌仔（曲、監）
- Kiri T - 至少做一件離譜的事（監）[1]
- Kiri T - 傷心的時候別說話（曲、監）
- MC張天賦 - 百萬大道（監）
- Nancy Kwai - To be continued（編、監）
- Nancy Kwai - Out of the blue（曲、監）
- Nancy Kwai - Cardigan（曲、監）
- VIVA - Morning Call（曲、編、監）
- 施匡翹、JC陳詠桐 - Girls Talk（監）
- 陳卓賢 - Lost at first sight（編、監）
- 陳卓賢 - Thank You Postman（監）
- 陳卓賢 - Thank You Postman (In Autumn)（監）
- 陳卓賢 - 以孤獨命名（監）
- 陳卓賢 - 鑿（監）
- 陳卓賢 - 玩偶奇遇記（監）
- 陳慧敏 - 拯救我自己（曲、監）
- 陳慧敏 - 趁我們還有（監）
- 林芊瑩 - Let Go（曲、編、監）
- 林芊瑩 - 有心理準備（監）
- 林芊瑩 - 請不要說對不起（監）
- 潘釗彤 - 不是你的形狀（編、監）
- 潘釗彤 - 狠狠喜歡你（監）
- 潘釗彤、張進翹 - 想找到對的人（監）
- 安俊豪 - 墨菲定律（曲、監）
- 張蔓莎 - 講呀講呀（曲、編、監）
- 張蔓莎 - 細間始終你好（監）
- 支嚳儀 - Gotta Try（監）
- 黃健怡 - 初初出世學（監）
- 黃健怡 - 我和愛麗絲絕交了（監）
- 黃健怡 - 我和愛麗絲絕交了（Acoustic Version）（監）
- 馮允謙 - 在愛面前投降（曲、監）
- 馮允謙 - 靜靜地生活（曲、監）
- 梁式昕 - 講夠未（監）
- 梁釗峰 - 離合的藝術（監）
- 胡子彤 - 男人難以說的話（曲、監）
- 曾樂彤 - Click Me（曲）

### 2025年
- 193 - Keep Walking（監）
- Dear Jane - 基本野（監）
- JD - 靜默曲張（監）
- Kiri T - 中暑傷風加失戀x2（監）
- VIVA - 不夠浪漫的我們（監）
- 安俊豪 - 勿擾模式（監）
- 江𤒹生 - Love Is On The Way（曲、監）
- 江𤒹生 - 心死了幾百次（曲、監）
- 林芊瑩 - 下一站（曲、監）
- 林芊瑩 - 孤獨的質感（監）
- 姚焯菲 - New Fantasy（曲、監）
- 施匡翹、JC陳詠桐 - 矛盾系女生（監）
- 許廷鏗 - 我也試過的難於啟齒（監）
- 許靖韻 - Just Don't Care（監）
- 陳泳伽 - 今期不流行（曲、監）
- 陳卓賢 - NPC的一場意外（監）
- 陳卓賢 - 悲觀主義（監）
- 陳卓賢 - 樹會流眼淚（監）
- 馮允謙 - 吉卜力（曲、監）
- 黃洛妍 - 我們都是藝術品（監）
- 黃健怡 - 小人國（監）
- 曾樂彤 - 單身不會死（曲、監）
- 楊樂文 - FLY（曲、監）
- 魏浚笙 - 白色踢死兔（監）
- 關智斌 - 永遠的彼得潘（監）

## 音樂獎項
- 2012年度叱咤樂壇流行榜頒獎典禮——專業推介．叱咤十大第五位《Yellow Fever》
- 新城勁爆頒獎禮2012——新城勁爆原創歌曲《Yellow Fever》
- 2012年度SINA Music樂壇民意指數頒獎禮 ——SINA Music 最高收聽率二十大歌曲《Yellow Fever》

-
- 2013年度叱咤樂壇流行榜頒獎典禮 ── 專業推介、叱咤十大第八位 《生我的命》
- 新城勁爆頒獎禮2013 ── 新城勁爆歌曲《今夜煙花燦爛》
- 第一届粤语歌曲排行榜颁奖典礼 ── 最受欢迎歌曲 《今夜煙花燦爛》
- 第一届粤语歌曲排行榜颁奖典礼 ── 最受歡迎專輯獎 《State Of Mind》

-
- 2014勁歌金曲優秀選第二回《得獎歌曲》-《鎂光燈下》

-
- 2015勁歌金曲頒獎典禮《最佳跳舞歌曲銀獎》-《黑色西裝》
- 新城勁爆頒獎禮2015《新城勁爆跳舞歌曲》-《黑色西裝》
- 新城國語力頒獎典禮2015 ── 新城國語力歌曲 《犯同樣的錯》

-
- 2020 Chill Club年度十大歌曲《無力感》
- 2020 專業推介叱吒十大 第四位 許廷鏗《無力感》
- 2020 勁爆歌曲《無力感》

-
- 2022 專業推介叱吒十大 第十位 馮允謙《Freakin’ Nightmare》

-
- 2023 YouTube 香港熱門音樂影片 第一位 MC張天賦《世一》
- 2023 YouTube 香港熱門音樂影片 第七位 MC張天賦《抽》
- 2023 專業推介叱吒十大 第十位 炎明熹《Little Magic》
- 2023 專業推介叱吒十大 第九位 馮允謙《收到收到》
- 2023 專業推介叱吒十大 第八位 MC張天賦《世一》
- 新城勁爆頒獎禮2023 - 新城勁爆跳舞歌曲 安俊豪《ON FIRE》
- 2024 Chill Club 年度節奏藍調歌曲 MC張天賦《世一》
- 2024 Chill Club 評審團表揚獎藍調曲 MC張天賦《世一》
- 2024 十大中文金曲獎 MC張天賦《世一》
- 2024 十大中文金曲 “全球華人至尊金曲” MC張天賦《世一》
- 2024 叱咤樂壇監製大獎

## 廣告歌
- 鎂光燈下 (萬成永成2014夏季版廣告歌)
- 蓓蕾 (萬成永成2014冬季版廣告歌)
- X-Wallet (2021)
- Carlsberg (2021)
- One Plus Mobile
- 回甘 (CHALI茶里版廣告歌)(2023)

## 電影主題曲
- 薛凱琪 ft. 方大同 - 天生一對 (天生一對主題曲)

## 音樂會音樂總監
- SOLITON Presents Super Girls Flash On Live 2015
- Super Girls Shine On Live 2016
- 許廷鏗 「無力感線上音樂會」2021

## MV 執導作品
- AGA - Superman
- Yan Ting - 自我催眠
- Yan Ting - 小姐你好
- Super Girls - 黑色西裝
- Super Girls - 有沒有我?
- Super Girls - 有事發生
- Dear John - K.O.L.
- 周柏豪 - 還記得
- 周柏豪、連詩雅 - 日落日出
- Dear Jane - 草戒指
- 許廷鏗 - 荒廢之綠洲
- 黃健怡 - 小人國